# Barlestone
Barlestone är en ort och civil parish i Storbritannien.   Den ligger i grevskapet Leicestershire och riksdelen England, i den södra delen av landet, 150 km nordväst om huvudstaden London. Barlestone ligger 132 meter över havet och antalet invånare är 2 666.
Terrängen runt Barlestone är platt. Runt Barlestone är det tätbefolkat, med 356 invånare per kvadratkilometer. Närmaste större samhälle är Leicester, 16,1 km öster om Barlestone. Trakten runt Barlestone består till största delen av jordbruksmark.